# 福原裕美子
福原 裕美子（ふくはら ゆみこ、1981年10月23日 - ）は、日本の女性歌手である。元ヴィジョンファクトリー所属。血液型B型。身長159cm。

## 来歴
- アメリカ人の祖父を持つクォーターであり、アメリカで過ごし、学生時代にはバンド活動も行う。担当はヴォーカル、ピアノ、キーボード等。ハイスクールではコーラス合唱団にも所属しており、アルト担当だったが、ピアノの才能が先生に認められてからはピアノ伴奏がメインになる。この頃から自作のデモテープを作っていた。
- 2000年6月、アメリカの高校卒業後、帰国。
- 2001年6月6日にシングル「What would I do」でデビュー。楽曲はフジテレビ系ドラマ『私を旅館に連れてって』主題歌に起用されスマッシュヒットし、『うたばん』や『HEY!HEY!HEY!』『ミュージックステーション』など多数の歌番組やラジオに出演する。
- 同年9月5日にシングル「Get your groove」をリリース。NHKドラマDモード『ルージュ』主題歌に起用され、アメリカでもインストアライブを行ったが、それ以降音楽活動はなくなってしまう。
- 2003年1月から2005年3月まで東京MXテレビで放送されたテレビ番組『ゼベック・オンライン』にMCとして出演。福原は2003年1月 - 2003年3月の間は水曜日担当、その後2003年4月 - 2004年3月の間は木曜日担当となり主に洋楽を紹介していた。福原自身のコーナー「小さな恋のメロディー」では視聴者から歌詞を募集し、その中から選ばれた歌詞に福原がメロディーを作曲し、スタジオで歌って披露した。
- 2006年8月にヴィジョンファクトリーとの契約が終了し、その後はYUMMYCO名義として個人でバンドを結成し、同年内の音楽活動再開を予定していたが、2007年時点で実現に至っていない。
- ニコニコ動画内の「姉が歌ってみた」シリーズ[1] の初代歌姫「姉」である。シリーズ内のAwesome GOD（25万再生越え）と、福原裕美子のMySpace（現在は退会）に投稿されたAwesome GODは同一データであり、この他にもMySpaceとニコニコ動画に同一の曲を投稿している。何者かによるニコニコ動画への転載の可能性は、「姉」の投稿が先であることから考えにくい。
- 現在結婚している。

## 音楽

### シングル
1. What would I do（2001年6月6日）オリコン29位、登場回数6回
  1. What would I do [5:13]（作詞・作曲：福原裕美子／編曲：福原裕美子・Funky Tweak Mob）
    - CX系ドラマ『私を旅館に連れてって』主題歌

  2. Reality [4:02]（作詞・作曲：福原裕美子／編曲：福原裕美子・Funky Tweak Mob）
  3. What would I do (Instrumental) [5:13]
  4. Reality (Instrumental) [4:02]
2. Get your groove（2001年9月5日）オリコン49位
  1. Get your groove [3:48]（作詞・作曲：福原裕美子／編曲：福原裕美子・Funky Tweak Mob）
    - NHKテレビドラマ『ルージュ』主題歌

  2. Rn'J [5:14]（作詞・作曲：福原裕美子／編曲：福原裕美子・Funky Tweak Mob）
  3. Get your groove (English Version) [3:48]
  4. Get your groove (Instrumental) [3:48]
  5. Rn'J (Instrumental) [5:14]

### 楽曲提供
- PARADISE GO!! GO!!シングル「ZETTAI」（2004年12月1日発売）
＃02 「PARTY NIGHT」c/w｛作詞作曲｝福原裕美子
- 上原多香子（SPEED）アルバム『pupa』（2003年3月26日発売）
＃07 「Still in love」 ｛作詞作曲｝福原裕美子
- HITOE（SPEED）シングル「I'll Do It My Way」（2003年2月5日発売）
＃02 「READY FOR YOU」c/w｛作詞作曲｝福原裕美子